# Boško Antić
Božidar Antić, detto Boško (in serbo Божидар "Бошко" Антић?; Sarajevo, 7 gennaio 1944 – Belgrado, 4 dicembre 2007), è stato un allenatore di calcio e calciatore jugoslavo, di ruolo attaccante.

## Carriera

### Giocatore

#### Nazionale
Disputò una sola partita con la nazionale jugoslava, scese in campo il 27 ottobre 1968 in occasione del match terminato a reti bianche contro la Spagna.

## Statistiche

### Cronologia presenze e reti in nazionale
| Cronologia completa delle presenze e delle reti in nazionale ― Jugoslavia | Cronologia completa delle presenze e delle reti in nazionale ― Jugoslavia | Cronologia completa delle presenze e delle reti in nazionale ― Jugoslavia | Cronologia completa delle presenze e delle reti in nazionale ― Jugoslavia | Cronologia completa delle presenze e delle reti in nazionale ― Jugoslavia | Cronologia completa delle presenze e delle reti in nazionale ― Jugoslavia | Cronologia completa delle presenze e delle reti in nazionale ― Jugoslavia | Cronologia completa delle presenze e delle reti in nazionale ― Jugoslavia |
| Data                                                                      | Città                                                                     | In casa                                                                   | Risultato                                                                 | Ospiti                                                                    | Competizione                                                              | Reti                                                                      | Note                                                                      |
| ------------------------------------------------------------------------- | ------------------------------------------------------------------------- | ------------------------------------------------------------------------- | ------------------------------------------------------------------------- | ------------------------------------------------------------------------- | ------------------------------------------------------------------------- | ------------------------------------------------------------------------- | ------------------------------------------------------------------------- |
| 27-10-1968                                                                | Belgrado                                                                  | Jugoslavia                                                                | 0 – 0                                                                     | Spagna                                                                    | Qual. Mondiali 1970                                                       | -                                                                         | 46’                                                                       |
| Totale                                                                    |                                                                           | Presenze                                                                  | 1                                                                         |                                                                           | Reti                                                                      | 0                                                                         |                                                                           |

## Palmarès

### Giocatore
- Campionato jugoslavo: 1

Sarajevo: 1966-1967

### Allenatore
- Campionato jugoslavo: 1

Sarajevo: 1984-1985